# Mike D. Rogers
Michael Dennis "Mike" Rogers (16 de julho de 1958) é um político norte-americano do estado do Alabama, membro do Partido Republicano.

## Biografia
Rogers foi educado no Condado de Calhoun, localizado ao leste do Alabama, estudou na Saks High School e obteve seu diploma de graduação em Ciência Política e Mestrado de Administração Pública em Jacksonville State University em Jacksonville, no Alabama.
Aos 28 anos, Rogers tornou-se o mais jovem membro do conselho do Condado de Calhoun. Em 1994 foi eleito para a Câmara dos Deputados Alabama, e tomou posse em 1995, foi líder da minoria durante seu segundo mandato. Em 2002, Bob Riley foi eleito governador, deixando cargo de representante do terceiro distrito. Na eleição geral, Rogers enfrentou o democrata Joe Turnham, que serviu três anos como presidente do partido estadual, Rogers foi eleito com 50,31% dos votos.